# Михайловка (Яйский район)
Михайловка — упразднённая в 2024 году деревня в Яйском районе Кемеровской области России. Входила на год упразднения в состав Вознесенской сельской территории Яйского административного района в рамках административно-территориального устройства и в состав Яйского муниципального округа в рамках организации местного самоуправления.

## География
Урочище находится в северной части области, к северу от реки Китат (приток реки Яя), на расстоянии примерно 38 километров (по прямой) к западу-северо-западу (WNW) от районного центра посёлка городского типа Яя. Абсолютная высота — 173 метра над уровнем моря.
Уличная сеть деревни на 2018 год состояла из одной улицы (ул. Медвежий угол).

## История
Деревня основана в 1908 году.
По данным 1926 года имелось в 49 хозяйствах проживало 226 человек. Функционировала школа I ступени. В административном отношении деревня входила в состав Покровского сельсовета Судженского района Томского округа Сибирского края.
Входила до 2019 года в состав Вознесенского сельского поселения Яйского муниципального района. После их упразднения в 2019—2024 годах в составе Яйского муниципального округа.
Исключена из учётных данных в 2024 году.

## Население
| 1970 | 1979 | 1989 | 2002 | 2010 | 2021 |
| ---- | ---- | ---- | ---- | ---- | ---- |
| 153  | ↘42  | ↘4   | ↘3   | ↘0   | →0   |

### Национальный состав
По данным 1926 года проживало 226 человек (в основном — русские).
Согласно результатам переписи 2002 года, в национальной структуре населения русские составляли 100 % от общей численности населения в 3 жителя.

## Инфраструктура
Было личное подсобное хозяйство с зоной сельскохозяйственного использования, индивидуальная застройка усадебного типа. По данным 1926 года имелось 49 хозяйств.